# Benjamin Orr
Benjamin Orzechowski, conocido como Benjamin Orr (Lakewood, Ohio; 8 de septiembre de 1947 - Atlanta, Georgia; 4 de octubre de 2000), fue un músico estadounidense, bajista y vocalista del grupo The Cars, una de las bandas de rock New Wave más populares de los años 1970 y 1980.

## Biografía
Fue hijo de padre polaco y madre checoslovaca. Durante su infancia fue influenciado por sus padres, ambos músicos, para tomar clases de piano, batería, bajo y guitarra. Abandonó definitivamente los estudios secundarios, de los que solía ausentarse con frecuencia, cuando su banda, The Grasshoppers, alcanzó relativa notoriedad. Sin embargo, en medio del éxito que cosechaban entre las jóvenes y adolescentes, la banda repentinamente se disolvió.
Tiempo más tarde, mientras participaba de una fiesta en la ciudad de Columbus (Ohio), Orzechowsky conoció a otro joven músico llamado Ric Ocasek. En el año 1976 ambos fundaron la banda The Cars, luego de lo cual decidieron trasladarse a Chicago. En ese momento decidió acortar su apellido para convertirlo en "Orr". Su música eran derivados de la escena punk de esos años y del que luego pasaron al New Wave. Aunque Ric Ocasek era el primer vocalista y la cara visible, Benjamin Orr era la presencia del grupo en los escenarios.
En The Cars cantó grandes éxitos de la banda, como la balada «Drive», que llegó a alcanzar el top 1 en el ranking Billboard, y temas como «Just What I Needed», «It's Not The Night», «All Mixed Up» y «Let's Go».
En 1986 editó The Lace, su único disco como solista, placa en donde aparecería su más grande éxito: «Stay The Night». La exposición del sencillo y su resultado fueron un éxito inmediato, convirtiéndolo en uno de los temas más reconocidos de los años ochenta. El video para «Stay the Night» llegó a ocupar el primer lugar en las preferencias en cadenas como MTV y VH1. Otro tema que se destacó de este álbum fue el sencillo «Too Hot To Stop».
En 1988, el grupo The Cars se separó definitivamente, mientras Benjamin Orr seguía disfrutando del éxito de su álbum como solista. Entre 1988 y 1990 se dedicó a grabar pistas para una proyectada segunda parte de The Lace, la que nunca llegó a cristalizarse. Desde ese momento siguió tocando en solitario, aunque sin mayor repercusión, pues no logró publicar ningún otro álbum. Desde 1998 en adelante participó de otros tres grupos: Orr, The Voices Of Classic Rock y finalmente Big People.
Solo volvió a reunirse con sus excompañeros de The Cars con motivo de una entrevista realizada en Atlanta por la compañía Rhino Records, la que fue incluida en el DVD The Cars Live, grabación de un concierto dado por la banda en Alemania en 1979.
En abril de 2000 le fue diagnosticado un cáncer de páncreas, lo que le acarreó reiterados problemas y hospitalizaciones. Pese a ello, continuó actuando en conciertos con Big People, tanto en festivales de verano como en ferias de estado.
Su última aparición se produjo el 27 de septiembre del 2000, en un concierto de Big People en Alaska. Seis días más tarde, en la noche del 4 de octubre, Benjamin Orr falleció en Atlanta (Georgia), víctima del propio cáncer que le afectaba. Tenía 53 años. En sus últimos momentos estuvo rodeado de su familia, su novia Julie Snider, su mánager Bill Johnson y algunos miembros de su última banda.
En 2005, Ric Ocasek escribió y grabó la canción «Silver», con la cual recordó y rindió tributo a su amigo y excompañero. Este tema aparece en su álbum Nexterday, publicado ese mismo año.

## Discografía

### Con The Cars
- The Cars (1978)
- Candy-O (1979)
- Panorama (1980)
- Shake It Up (1981)
- Heartbeat City (1984)
- Greatest Hits (1985)
- Door to Door (1987)

### Solista
- The Lace (1986)